# The Walker Brothers
The Walker Brothers foi uma banda de música pop americana das décadas de 1960 e 1970 formada por Scott Engel, John Maus e Gary Leeds. Emplacaram diversos hits nas paradas musicais, incluindo os singles número 1 "Make It Easy on Yourself" e "The Sun Ain't Gonna Shine (Anymore)".

## História
Formado em 1964, o trio de músicos sem qualquer parentesco adotou o nome "Walker Brothers" ("Irmãos Walker" em português) como estratégia de show business. Providenciaram um contraponto singular à Invasão Britânica, sendo músicos dos Estados Unidos que alcançaram sucesso apenas no Reino Unido e Alemanha, enquanto a popularidade de bandas como The Beatles multiplicava-se em sua terra natal.
Continuaram a fazer sucesso na Europa até o final dos anos 60, mas as pressões do estrelato, dificuldades internas e "diferenças artísticas" minaram a integração do grupo, que separou-se após uma turnê pelo Japão em 1968.
Reuniram-se inesperadamente em 1976, emplacando um sucesso no Top 10 do Reino Unido com "No Regrets". Após três álbuns que resultaram em fracasso de vendas, no entanto, o trio voltou a se separar em 1978, desta vez de forma definitiva.

## Discografia

### Álbuns
| Ano  | Detalhes                                                                                     | Desempenho nas paradas | Desempenho nas paradas |
| Ano  | Detalhes                                                                                     | U.K.                   | DEU                    |
| ---- | -------------------------------------------------------------------------------------------- | ---------------------- | ---------------------- |
| 1965 | Take It Easy with The Walker Brothers - Lançado em: Dezembro de 1965 - Selo: Philips Records | 3                      | 7                      |
| 1966 | Portrait - Lançado em: Novembro de 1966 - Selo: Philips Records                              | 3                      | 8                      |
| 1967 | Images - Lançado em: Abril de 1967 - Selo: Philips Records                                   | 6                      | 23                     |
| 1975 | No Regrets - Lançado em: Outubro de 1975 - Selo: GTO Records                                 | 49                     | —                      |
| 1976 | Lines - Lançado em: Outubro de 1976 - Selo: GTO Records                                      | —                      | —                      |
| 1978 | Nite Flights - Lançado em: Fevereiro de 1978 - Selo: GTO Records                             | —                      | —                      |

### EPs
| Ano  | Detalhes                                                                      | Desempenho nas paradas |
| Ano  | Detalhes                                                                      | U.K. EP chart          |
| ---- | ----------------------------------------------------------------------------- | ---------------------- |
| 1966 | I Need You - Lançado em: Junho de 1966 - Selo: Philips Records                | 1                      |
| 1966 | Solo John - Solo Scott - Lançado em: Dezembro de 1966 - Selo: Philips Records | 4                      |
| 1981 | Shutout - Lançado em: 1981 - Selo: GTO Records                                | —                      |

### Singles
| Ano  | Lado-A                              | Lado-B                       | Desempenho nas paradas | Desempenho nas paradas | Desempenho nas paradas | Desempenho nas paradas | Desempenho nas paradas |
| Ano  | Lado-A                              | Lado-B                       | U.K.                   | DEU                    | IRL                    | NL                     | U.S.                   |
| ---- | ----------------------------------- | ---------------------------- | ---------------------- | ---------------------- | ---------------------- | ---------------------- | ---------------------- |
| 1965 | "Pretty Girls Everywhere"           | "Doin' the Jerk"             | —                      | —                      | —                      | —                      | —                      |
| 1965 | "Love Her"                          | "The Seventh Dawn"           | 20                     | —                      | —                      | —                      | —                      |
| 1965 | "Make It Easy on Yourself"          | "But I Do"                   | 1                      | —                      | 3                      | —                      | 16                     |
| 1965 | "My Ship Is Coming In"              | "You're All Around Me"       | 3                      | —                      | —                      | —                      | 63                     |
| 1966 | "The Sun Ain't Gonna Shine Anymore" | "After the Lights Go Out"    | 1                      | 4                      | 5                      | 9                      | 13                     |
| 1966 | "(Baby) You Don't Have to Tell Me"  | "My Love Is Growing"         | 13                     | 21                     | —                      | 37                     | —                      |
| 1966 | "Another Tear Falls"                | "Saddest Night In The World" | 12                     | 24                     | —                      | —                      | —                      |
| 1966 | "Deadlier than the Male"            | "Archangel"                  | 32                     | —                      | —                      | —                      | —                      |
| 1967 | "Stay With Me Baby"                 | "Turn Out the Moon"          | 26                     | —                      | —                      | —                      | —                      |
| 1967 | "Walking in the Rain"               | "Baby Make It The Last Time" | 26                     | —                      | —                      | —                      | —                      |
| 1976 | "No Regrets"                        | "Remember Me"                | 7                      | —                      | 5                      | 7                      | —                      |
| 1976 | "Lines"                             | "First Day"                  | —                      | —                      | —                      | —                      | —                      |
| 1977 | "We're All Alone"                   | "Have You Seen My Baby"      | —                      | —                      | —                      | 32                     | —                      |
| 1978 | "The Electrician"                   | "Den Haague"                 | —                      | —                      | —                      | —                      | —                      |

### Ao vivo
- Walker Brothers in Japan (1987, Bam Caruso)

### Coletâneas
- The Walker Brothers' Story (1967, Philips Records)
- After The Lights Go Out: The Best of 1965-1967 (1992, Fontana/Phonogram)
- No Regrets - The Best Of Scott Walker and The Walker Brothers 1965-1976 (1992, Polygram Records)
- If You Could Hear Me Now (2001, Columbia)
- The Sun Ain't Gonna Shine Anymore - The Best of The Best of Scott Walker and The Walker Brothers (2006)
- Everything Under the Sun - The Complete Studio Recordings (2006, Universal International) (caixa de cinco CDs)